# Joan Cusack
Joan Mary Cusack (ur. 11 października 1962 w Nowym Jorku) – amerykańska aktorka filmowa i komik, dwukrotnie nominowana do nagrody Oscara.

## Życiorys

### Wczesne lata
Przyszła na świat w rodzinie katolickiej irlandzkich Amerykanów jako druga z pięciorga dzieci Nancy Cusack, nauczycielki matematyki i aktywistki politycznej, i Dicka Cusacka (ur. 1925, zm. 2003 na raka trzustki), reżysera filmów dokumentalnych. Ma dwie siostry – starszą Ann (ur. 1961) i młodszą Susie (ur. 1971) oraz dwóch młodszych braci – Billa (ur. 1964) i Johna (ur. 1966).
Uczęszczała na warsztaty teatralne do Piven Theatre Workshop w Chicago. Występowała w grupie improwizacyjnej Arka. W 1985 otrzymała licencjat i dyplom ukończenia wydziału anglistyki na Uniwersytecie Wisconsin–Madison w Madison, w stanie Wisconsin.

### Kariera
Debiutowała na ekranie w dwóch produkcjach – Odseparować się (Cutting Loose, 1980) i komediodramacie familijnym Mój ochroniarz (My Bodyguard, 1980) u boku Matta Dillona i Adama Baldwina. Potem pojawiła się u boku swego brata Johna: w komediodramacie Klasa (Class, 1983) z Jacqueline Bisset i Robem Lowe, komedii romantycznej Szesnaście świeczek (Sixteen Candles, 1984) i dramacie USA, widok ogólny (Grandview, U.S.A., 1984) z Jamie Lee Curtis, Patrickiem Swayzem, Jennifer Jason Leigh i C. Thomasa Howella z muzyką Thomasa Newmana.
W latach 1985–1986 bawiła telewidzów w cotygodniowym programie rozrywkowym sieci telewizyjnej NBC Sobotnia noc na żywo. Występowała na scenie Off-Broadwayu w sztukach: Droga (Road) Jima Cartwrighta w La Mama (1988), Brylantowe ślady (Brilliant Traces, 1989) i komedii szekspirowskiej Cymbelin (1989) jako Imogen, a także komedii szekspirowskiej Sen nocy letniej jako Helena w Goodman Theatre w Chicago i kontrowersyjnym przedstawieniu Szkoda, że jest dziwką (Tis a Pity She’s a Whore).
Drugoplanowa rola sekretarki Cyn w komedii Pracująca dziewczyna (Working Girl, 1988) z Melanie Griffith, Harrisonem Fordem i Sigourney Weaver przyniosła jej w Los Angeles nagrodę American Comedy Award i nominację do nagrody Oscara dla najlepszej aktorki drugoplanowej. Po raz kolejny wystąpiła wraz z bratem Johnem w melodramacie Camerona Crowe Nic nie mów (Say Anything..., 1989). Ma w swoim dorobku kinowym m.in. dramat obyczajowy Mężczyźni nie odchodzą (Men Don’t Leave, 1990) z Jessicą Lange, Chrisem O’Donnellem i Kathy Bates, komedię Raj na ziemi (My Blue Heaven, 1990) ze Steve’em Martinem, dramat muzyczny Gabinet doktora Caligari (The Cabinet of Dr. Ramirez, 1991) z Peterem Gallagherem i komediodramat Stephena Frearsa Przypadkowy bohater (Hero, 1992) z Dustinem Hoffmanem, Geeną Davis i Andym Garcíą.
Za postać morderczej niani w czarnej komedii fantasy Barry’ego Sonnenfelda Rodzina Addamsów 2 (Addams Family Values, 1993) u boku Anjelicy Huston, Raúla Julii i Christiny Ricci oraz rolę skrywającej mroczne sekrety w dreszczowcu Marka Pellingtona Arlington Road (1999) z Jeffem Bridgesem i Timem Robbinsem zdobyła nominację do nagrody Saturna.
Jej kreacja narzeczonej nauczyciela literatury w liceum (Kevin Kline) w komedii o gejach Przodem do tyłu (In & Out, 1997) w reż. Franka Oza została obsypana nagrodami krytyków w Teksasie i Nowym Jorku, odebrała Złotą Satelitę i American Comedy Award, a także była nominowana do nagrody Oscara i Złotego Globu.
Za użyczenie głosu Jessie, bohaterce animowanej komedii fantasy Toy Story 2 (1999) odebrała nagrodę Annie. Za rolę Peggy Flemming, przyjaciółki tytułowej bohaterki w komedii romantycznej Uciekająca panna młoda (Runaway Bride, 1999) u boku Julii Roberts i Richarda Gere’a dostała American Comedy Award.
Powróciła do roli aktorki dubbingowej w filmie Matki w mackach Marsa, w którym użyczyła głosu mamie Milo. Jego polska premiera odbyła się 11 marca 2011.

## Życie prywatne
W 1996 r. poślubiła Richarda Burke’a, adwokata z Chicago. Mają dwóch synów – Dylana Johna (ur. 17 czerwca 1997 w Chicago) i Milesa (ur. 2000).

## Filmografia

### Filmy
- 1984: Szesnaście świeczek (Sixteen Candles) jako Bryce
- 1984: Telepasja (Broadcast News) jako Blair Litton
- 1988: Pracująca dziewczyna (Working Girl) jako Cyn
- 1988: Poślubiona mafii (Married to the Mob) jako Rose
- 1992: Zabaweczki (Toys) jako Alsatia Zevo
- 1992: Przypadkowy bohater (Hero) jako Evelyn Laplante
- 1993: Rodzina Addamsów 2 (Addams Family Values) jako Debbie Jellinsky
- 1994: Corrina, Corrina jako Jonesy
- 1995: Zbyt wiele (Two Much) jako Gloria
- 1995: Dziewięć miesięcy (Nine Months) jako Gail Dwyer
- 1997: Przodem do tyłu (In & Out) jako Emily Montgomery
- 1997: Zabijanie na śniadanie (Grosse Pointe Blank) jako Marcella Mayes
- 1999: Arlington Road jako Cheryl Lang
- 1999: Toy Story 2 jako Jessie (głos)
- 1999: Cradle Will Rock jako Hazel Huffman
- 1999: Uciekająca panna młoda (Runaway Bride) jako Peggy Flemming
- 2000: Przeboje i podboje (High Fidelity) jako Liz
- 2000: Gdzie serce twoje (Where the Heart Is) jako Ruth Meyers
- 2003: Szkoła rocka (School of Rock) jako Rosalie Mullins
- 2003: Looney Tunes znowu w akcji jako matka
- 2004: Mama na obcasach jako Jenny Portman
- 2005: Księżniczka na lodzie jako Joan Carlyle
- 2005: Kurczak Mały jako Abby Mallard (głos)
- 2006: Przyjaciele z kasą jako Franny
- 2007: Chłopiec z Marsa jako Liz Gordon
- 2008: Wojenny biznes jako Marsha Dillon
- 2008: Kit Kittredge: Amerykańska dziewczyna jako Panna Lucinda Bond
- 2009: Bez mojej zgody jako sędzia De Salvo
- 2009: Wyznania zakupoholiczki jako Jane Bloomwood
- 2010: Toy Story 3 jako Jessie (głos)
- 2011: Matki w mackach Marsa jako matka Milo (głos)
- 2011: Artur ratuje gwiazdkę jako kontroler misji Elf (głos)
- 2011: Czerwony Kapturek 2. Pogromca zła jako Verushka (głos)
- 2012: Charlie jako dr Burton
- 2017: Sklep z jednorożcami jako Gladys
- 2017: Babskie wakacje jako Barb
- 2019: Toy Story 4 jako Jessie (głos)

### Seriale TV
- 1985–1986: Saturday Night Live
- 2010: Prawo i porządek: sekcja specjalna jako Pamela Burton
- 2011: Fineasz i Ferb jako Glenda Wilkins (głos)
- 2011–2015: Shameless – Niepokorni jako Sheila Gallagher (z domu Jackson)
- 2013: Biuro jako biologiczna matka Erin
- 2013: Toy Story: Horror jako Jessie (głos)
- 2014: Toy Story: Prehistoria jako Jessie (głos)
- 2017-2019: Seria niefortunnych zdarzeń jako Justice Strauss